# Raklja
Raklja (cyr. Ракља) – wieś w Serbii, w okręgu rasińskim, w gminie Aleksandrovac. W 2011 roku liczyła 758 mieszkańców.